# Affaire géorgienne

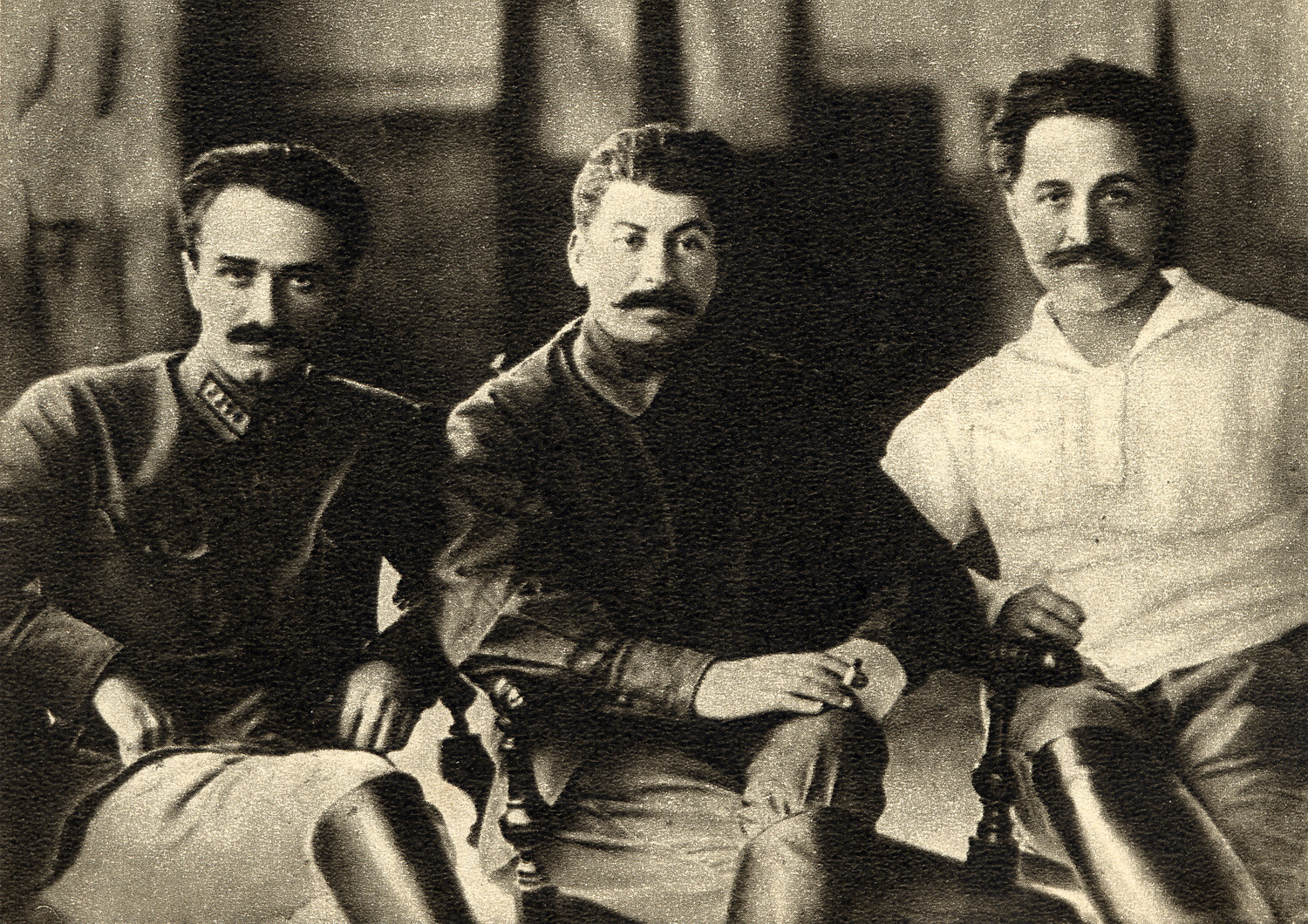
Anastase Mikoyan, Joseph Staline et Grigory Ordjonikidze à Tbilissi en 1925.

L’expression « affaire géorgienne » (en russe : Грузинское дело) est un conflit politique qui eut lieu en 1922 au sein du gouvernement de l'Union des républiques socialistes soviétiques sur la façon dont la transformation socio-économique et politique devait avoir lieu en République socialiste soviétique de Géorgie à la suite du renversement du gouvernement menchevik (« minimaliste », soit révolutionnaire réformiste) de la République démocratique de Géorgie un an auparavant.

## Déroulement
Les bolcheviks (« maximalistes », soit révolutionnaires radicaux) géorgiens étaient divisés.
Les bolcheviks modérés, regroupés autour de Filip Makharadze et Boudou Mdivani, souhaitaient préserver une dose de démocratie au sein de la république en tolérant l'opposition menchevique et en évitant une collectivisation forcée par la terreur rouge, et préserver aussi une dose d'autonomie de la Géorgie au sein de l'URSS, en tant que république directement membre de l'Union, sans passer par la formule d'une République socialiste fédérative soviétique de Transcaucasie regroupant la Géorgie, l'Arménie et l'Azerbaïdjan (qui sera finalement dissoute en 1936).
Les bolcheviks extrêmes, regroupés autour de Joseph Staline et Grigory Ordjonikidze firent pression sur Lénine afin de forcer la soviétisation de la Géorgie, qualifiant les communistes géorgiens de « déviationnistes nationalistes ». Lénine trouvait Staline bien trop brutal mais le 10 mars 1923 sa santé l'écarte définitivement des affaires. Au 12e Congrès du Parti communiste russe, les communistes géorgiens modérés se retrouvent isolés tandis que Staline devient de plus en plus influent au sein du parti, et que Léon Trotski est évincé du pouvoir, ce qui mène à la marginalisation du parti communiste géorgien.
Le soulèvement géorgien d'août 1924 fut l'une des conséquences de cette discordance et la terreur rouge s'abattit sur la Géorgie, provoquant des milliers de morts.

### Source
- (en-US) Dennis George Ogden, National Communism in Georgia: 1921-1923 Université du Michigan, 1978.